# Cinfromas S.L.
Cinfromas S.L. és una societat de cartera (holding) catalana de diverses empreses dedicades al transport públic i de diversos concessionaris i tallers d'automoció, amb seu a l'Hospitalet de Llobregat.

## Història
Cinfromas S.L. es va constituir l'11 de febrer de 1999 a l'Hospitalet de Llobregat (Barcelona), i té l'origen a l'empresa Mohn S.L., que fins llavors exercia com a matriu de les diverses empreses.

## Empreses del grup
Actualment, el holding Cinfromas té el control sobre dotze empreses.
| Empresa                          | Sector                  | Fundació   | Seu                                   | Activitat                                                                              |
| -------------------------------- | ----------------------- | ---------- | ------------------------------------- | -------------------------------------------------------------------------------------- |
| Oliveras S.L.                    | Transport públic        | 26-03-1927 | l'Hospitalet de Llobregat (Barcelona) | Línies d'autobús regular urbà i suburbà.                                               |
| Mohn S.L.                        | Transport públic        | 22-12-1939 | Viladecans (Barcelona)                | Línies d'autobús regular urbà i suburbà.                                               |
| Empresa Casal S.L.               | Transport públic        | 30-07-1957 | Sevilla (Sevilla)                     | Línies d'autobús regular suburbà i discrecional.                                       |
| Auto Distribución S.L.           | Concessionari automoció | 09-01-1968 | l'Hospitalet de Llobregat (Barcelona) | Concessionari i taller d'Iveco.                                                        |
| Inmobiliaria Huch S.L.           | Immobiliària            | 12-12-1973 | Sevilla (Sevilla)                     | Lloguer de bens immobiliaris per compte propi.                                         |
| Auto Distribución Nord S.L.      | Concessionari automoció | 1992       | Manresa (Barcelona)                   | Concessionari i taller d'Iveco.                                                        |
| Auto Distribución Illiberis S.A. | Concessionari automoció | 25-11-1993 | Peligros (Granada)                    | Concessionari i taller d'Iveco.                                                        |
| Nordisauto S.L.                  | Concessionari automoció | 20-01-1995 | l'Hospitalet de Llobregat (Barcelona) | Concessionari de motocicletes de les marques KTM, Macbor, Niu, Sym i automòbils Mazda. |
| Surdisauto S.L.                  | Recanvid d'automoció    | 14-01-1996 | Sevilla (Sevilla)                     | Comerç a l'engròs de recanvis i accessoris de vehicles de motor.                       |
| Rosanbus S.L.                    | Transport públic        | 08-11-1996 | l'Hospitalet de Llobregat (Barcelona) | Línies d'autobús regular urbà i suburbà.                                               |
| Auto Distribución Hispalis S.L.  | Concessionari automoció | 04-12-2003 | Sevilla (Sevilla)                     | Concessionari i taller d'Iveco.                                                        |
| Fundos 92 S.L.                   | Immobiliària            |            | Viladecans (Barcelona)                | Lloguer de bens immobiliaris per compte propi.                                         |